# Бобровников, Михаил Силантьевич
Михаил Силантьевич Бобровников (19 ноября 1922, Большой Ильбин, Саянский район, Красноярский край — 9 мая 1993, Томск) — советский учёный-физик, профессор и заведующий кафедрой радиофизики на радиофизическом факультете Томского государственного университета, заслуженный деятель науки и техники РСФСР (1986).

## Биография
Родился в 1922 году в крестьянской семье Силантия Даниловича Бобровникова (1876—1943) и Евдокии Ефимовны Бобровниковой (девичья фамилия Лысенко; 1882—1974). В 1929 году начал обучение в начальной школе деревни Большой Ильбин, затем продолжил его в средней школе села Агинское Саянского района Красноярского края. В 1938 году с окончанием восьмого класса прошёл обучение на четырёхмесячных курсах подготовки учителей для начальных школ при Рыбинском районном отделе народного образования (районо). В 1940 году получил аттестат зрелости сдав экстерном экзамены по программе средней школы. С 1 декабря 1940 года начал работать в Нагорновской неполной средней школе преподавателем арифметики в пятых классах и физики в шестых и седьмых классах.
В начале Великой Отечественной войны 29 октября 1941 года был призван в Красную Армию и направлен на учебу в 1-е Киевское Краснознамённое артиллерийское училище, эвакуированное в Красноярск, которое он закончил по ускоренной программе в 1942 году с отличием. Некоторое время проходил службу в качестве командира взвода курсантов в Сумском артиллерийском училище имени М. В. Фрунзе, которое в то время располагалось в Ачинске.
После выпуска курсантов выразил желание направиться на фронт и в ноябре 1942 года его направили в действующие войска. В начале он попал на должность командира взвода управления 152-мм артиллерийской батареи специального назначения, 10-го Гвардейского артиллерийского полка, который позднее стал 26-й Гвардейской пушечной артиллерийской бригадой РГК. В ходе боевых действий она входила в состав 1-го и 2-го Прибалтийского, а затем — Ленинградского фронтов.
Одной из главных задач молодого офицера была организация контрбатарейной борьбы. Воюя на Калининском фронте в 1942—1943 годах Михаил Бобровников принимал участие в боях в районе Калинина и Ржева. В начале 1943 года ему был вручён орден Красной Звезды за успешное наступление на Витебском направлении. Тогда же он получил должность командира батареи, а затем — начальника разведки дивизиона.
В июне-июле в составе частей 1-го Прибалтийского фронта 1944 года принимал участие в наступательной операции «Багратион» по разгрому немецко-фашистской группы армий «Центр» и освобождению Белоруссии. Его успешное руководство действиями своей батареи было отмечено высокой правительственной наградой в виде ордена Александра Невского.
С октября 1944 года артиллерийская часть Михаила Бобровникова принимала участие в уничтожении Курляндской группировки гитлеровских войск. Будучи начальником штаба дивизиона в звании гвардии капитана в конце апреля 1945 года получил тяжелое ранение правой стопы с повреждением первой клиновидной кости и эвакуирован в госпиталь, где находился на лечении до июня 1946 года. После выздоровления был демобилизован в звании капитана с третьей группой инвалидности.
Зачислен на физический факультет Томского государственного университета в августе 1946 года, в процессе учёбы проявил себя инициативным и любознательным студентом, стал сталинским стипендиатом. В 1952 году получил квалификацию «научный сотрудник с правом преподавания в высшей и средней школе» по специальности «физика» и с отличием завершил обучение в университете.
Получив блестящую рекомендацию профессора А. Б Сапожникова с 1 сентября 1952 года был принят в аспирантуру при кафедре радиофизики к профессору В. Н. Кессениху и по совместительству — ассистентом кафедры электромагнитных колебаний Томского государственного университета.
В мае 1953 года получил назначение заведующего курсами по повышению квалификации учителей физики средних школ.
В 1955 году им была успешно защищена диссертация «Симметричное сосредоточенное возбуждение электромагнитных волн в цилиндрических системах типа одиночного провода» на соискание степени кандидата физико-математических наук. В своей работе он использовал целый ряд нетрадиционных подходов, например — модель возбуждения источником в виде кольца магнитного тока, которая была опубликована профессором В. Н. Кессенихом в «Журнале теоретической и экспериментальной физики».
С 1955 года получает должность старшего научного сотрудника, затем 14 мая 1958 года проходит утверждение ВАК его учёного звания старший научный сотрудник по специальности «радиофизика».
С 1960 года он становится заведующим лабораторией радиофизики, в 1968 году проходит успешная защита его докторской диссертации «Дифракция волн на полубесконечных системах в изотропных и анизотропных средах» официальным оппонентом которой стал Г. Д. Малюжинец.
15 ноября 1972 года М. С. Бобровникова назначают исполняющим обязанности профессора, а в 1973 году — заведующим отделом радиофизики Сибирского физико-технического института, 22 февраля 1973 года — заведующим кафедрой радиофизики, 1 июня 1986 года — профессором кафедры радиофизики Томского государственного университета. Утверждение его профессорского звания ВАК состоялось 31 января 1973 года.
Руководство отделом радиофизики, который был образован из четырёх лабораторий института, он осуществлял с 1973 по 1990 годы.

## Научная и преподавательская деятельность
Работая в Томском университете руководил подготовкой студенческих работ и преподавал ряд специальных предметов: «Дополнительные главы электродинамики», «Методы прикладной электродинамики» и др.
Основным направлением своих научных интересов выбрал дифракцию электромагнитных волн на телах различной формы в изотропных средах. Руководителем его дипломной работы стал доцент радиофизического факультета Б. П. Кашкин. Он много работал в свободное от занятий время в лаборатории Сибирского физико-технического института, которой тогда заведовал профессор В. Н. Кессених, успешно выступал на студенческих конференциях.
После успешной защиты диссертации он начал руководство работой других сотрудников по изучению дифракции электромагнитных волн на клиновидных объектах (1960-е годы), это ознаменовало качественных скачок в развитии теоретического понимания дифракционных явлений и вывело их на новый уровень. Считается, что каноническая форма клина является удобной геометрической моделью для самых разнообразных задач, которые встречаются не только в электродинамике, но и в геофизике, акустике, гидродинамике и т. д. Оттолкнувшись от теоретических наработок Г. Д. Малюжинца он предложил новый подход к решению функциональных уравнений дифракции с помощью мероморфных аналитических функций комплексной переменной, который позже получил название «хи-функции Бобровникова».
Помимо этого им был проведён широкий спектр исследований, посвящённый электродинамике излучающих систем и анализу поляризационной структуры радиосигналов. Его нередко называют создателем научной школы по теоретическому изучению дифракции.
Михаил Бобровников являлся председателем диссертационного совета Томского госуниверситета по присуждению степени доктора наук и заместителем председателя совета по присуждению кандидатских степеней. Им было опубликовано более 60 научных трудов, 2 монографии, подготовлено более 20 кандидатов наук, среди которых выделялись В. В. Фисанов, В. А. Донченко, Е. Д. Тельпуховский, А. Г. Дмитриенко, Р. П. Старовойтова и др. Кроме этого, за время своей научной деятельности им был получен ряд авторских свидетельств, а в 1986 году — премия Томского государственного университета за лучшую научную работу «Дифракция волн в угловых областях». Среди тех, кто начинал свою профессиональную карьеру в его отделе отмечают члена-корреспондента В. Л. Миронова, профессора Г. А. Пономарёва, профессора В. П. Якубова и многих других.

## Память и признание
Михаил Бобровников захоронен в Томске на кладбище имени Бактина, его портрет помещён в портретной галерее «Профессора Томского университета».

## Награды, звания и регалии
- Орден Красной Звезды (1943),
- Орден Красного Знамени (1944),
- Орден Александра Невского (1945),
- Орден Октябрьской революции (1981),
- Орден Отечественной войны I степени (1985),
- Медаль «За победу над Германией в Великой Отечественной войне 1941—1945 гг.» (1945),
- Медаль «За доблестный труд. В ознаменование 100-летия со дня рождения Владимира Ильича Ленина» (1970),
- Юбилейная медаль «50 лет Вооруженных Сил СССР» (1968),
- Медаль «Ветеран труда».
- Заслуженный деятель науки и техники РСФСР (1986),
- Заслуженный ветеран труда Томского государственного университета.
- Премия Томского государственного университета (1986)

## Избранные публикации
- Бобровников М. С., Пономарёв Г. А., Старовойтова Р. П. Интегральные преобразования в задачах дифракции и распространения радиоволн. — Томск: Издательство Томского университета, 1986.
- Бобровников М. С., Фисанов В. В. Дифракция волн в угловых областях. — Томск, 1988.
- Бобровников М. С., Фисанов В. В. Дифракция плоских волн на клине в магнитоактивной плазме при смешанных граничных условиях и “Термодинамический парадокс” (рус.) // Известия вузов. Физика.. — 1985. — № 3.
- Бобровников М. С., Дмитренко А. Г. Радиофизические исследования в Томском университете (рус.) // Развитие физических наук в Томском университете: к 100-летию со дня основания (1880-1980). — Томск, 1981.
- Бобровников М. С., Фисанов В. В. Щелевой излучатель на ребре импеданского клина в анизотропной плазме (рус.) // Исследование узлов и компонентов радиотехнических устройств. — Рига, 1979.
- Бобровников М. С., Комаров С. А., Фисанов В. В. Метод интеграла Вебера-Шафхейтлина в задачах излучения из волновода с фланцем (рус.) // Теория дифракции и распространения волн.. — Москва, 1977. — Т. 1.
- Бобровников М. С., Фисанов В. В. Дифракция аксиальной цилиндрической поверхностной волны на разветвлении, состоящем из n проводов (рус.) // Исследования по квантовой электронике, электронике и электродинамике СВЧ. — Томск, 1974. — Т. 1.
- Бобровников М. С., Фисанов В. В. Дифракция аксиальной цилиндрической поверхностной волны на разветвлении, состоящем из n проводов (рус.) // Исследования по квантовой электронике, электронике и электродинамике СВЧ. — Томск, 1974. — Т. 2.
- Бобровников М. С., Замараева В. П. Характер сингулярности поля на ребре диэлектрического клина (рус.) // Известия вузов. Физика.. — 1973. — № 9.
- Бобровников М. С., Фисанов В. В. Дифракция цилиндрических волн на импеданском клине в анизотропной плазме (рус.) // Известия вузов. Физика. — 1968. — № 11.
- Бобровников М. С.,. Дифракция плоских волн на импедансном клине в анизотропной плазме (рус.) // Известия вузов. Физика.. — 1972. — № 3.
- Бобровников М. С.,. Дифракция цилиндрических волн на идеально проводящем клине в анизотропной плазме (рус.) // Известия вузов. Физика.. — 1968. — № 5.
- Бобровников М. С., Фисанов В. В., Комаров С. А. Адмиттанс круговых апертурных антенн, покрытых неоднородным слоем плазмы (рус.) // Доклады юбилейной научно-технической конференции радиофизического факультета. — Томск, 1974. — Т. 2.
- Бобровников М. С., Старовойтова Р. П., Смирнов В. П. Эффективность возбуждения поверхностных волн сосредоточенным источником на импеданской поверхности (рус.) // Известия вузов. Радиотехника.. — 1961. — Т. 4, № 4.